# USS Embattle (AM-226)
USS Embattle (AM-226) trałowiec typu Admirable służący w United States Navy w czasie II wojny światowej. Służył na Pacyfiku.
Okręt został zwodowany 17 września 1944 w stoczni American Shipbuilding Co. w Lorain. Jednostka weszła do służby 25 kwietnia 1945, pierwszym dowódcą został Lieutenant P. A. Dulaney, USNR.
Brał udział w działaniach II wojny światowej. Oczyszczał z min wody Dalekiego Wschodu po wojnie. 
Wycofany ze służby 29 maja 1946 i tego samego dnia przekazany Chinom. Przemianowany na "Yung Hsing " (A 7).

## Odznaczenia
"Embattle" otrzymał 1 battle star za służbę w czasie II wojny światowej.